# درة بادام عليا
درة بادام عليا (بالفارسية: دره بادام علیا) هي قرية تقع في قسم بيشكوة موغوئي الريفي في إيران. يقدر عدد سكانها بـ 145 نسمة .